# Judith Amaechi
Judith Obiajulu Amaechi, de cognom de soltera Nwankwo (Enugwu Ukwu, 24 de desembre del 1970), és la directora d'Empowerment Support Initiative (ESI), que fa campanya contra el VIH/sida, defensa els drets de les dones i de la infantesa i promou la igualtat de sexes i l'educació de les xiquetes a Nigèria.

## Trajectòria
Amaechi nasqué a l'estat d'Anambra. Va cursar la secundària en el Federal Government Girls' College d'Abuloma. Després estudià en la Rivers State University (RVSU), i s'hi llicencià en Planificació urbanística i regional. Es casà amb el exgovernador de l'estat de Rivers, Chibuike Amaechi, i tenen tres fills.
Amaechi creà el 16 d'octubre del 2008 Empowerment Support Initiative, una ONG que ofereix suport pràctic i assessorament a dones i infants, especialment als més desfavorits. Al juny del 2009, en un discurs amb motiu del Dia Internacional de les Vídues, Amaechi demanà que es revisassen les lleis autòctones i les pràctiques consuetudinàries que sumeixen les vídues a vegades en la més absoluta pobresa. Al març del 2010, visità Palestina-Israel amb la comissària estatal d'Afers de les Dones, Manuela George-Izunwa, per a inspeccionar granges i parlar de la formació i el desenvolupament de l'agricultura entre les dones de l'estat de Rivers.
El 2009, Amaechi patrocinà un programa gratuït de desparasitació massiva de xiquets de l'estat de Rivers. Defensà la Llei de Drets dels Xiquets aprovada en l'estat de Rivers el 2010, l'objectiu del qual és prevenir els abusos contra els infants. A l'agost del 2010, inaugurà un espai de Tecnologia de la Informació i la Comunicació, que dona formació informàtica debades durant quatre setmanes en vacances a estudiants de secundària.